# Grindsted Kommune
| Strukturdaten       | Strukturdaten   |
| ------------------- | --------------- |
| Sitz der Verwaltung | Grindsted       |
| Fläche              | 381,97 km²      |
| Einwohner           | 17.438 (2004)   |
| Kommune seit 2007   | Billund Kommune |

Grindsted Kommune war bis Dezember 2006 eine dänische Kommune im damaligen Ribe Amt in Jütland. Seit Januar 2007 ist sie zusammen mit der “alten” Billund Kommune und ein Teil der bisherigen Kommune Give Teil der neuen Billund Kommune.
Grindsted Kommune entstand im Zuge der Verwaltungsreform von 1970 und umfasste folgende Sogn:
- Filskov Sogn
- Grindsted Sogn
- Hejnsvig Sogn
- Stenderup Sogn
- Sønder Omme Sogn